# 天有眼
《天有眼》為於2000年上映的香港劇情片，導演為趙崇基，陳小春、陳錦鴻和譚耀文等人主演。

## 劇情大綱
一家酒吧內發生了命案，死者黃金雄是黑社會人物，一時間江湖各種猜測和爭鬥紛起。警察張志華負責這件案子，找來江湖中多名嫌疑人調查，但查無頭緒。記者陳克堅負責報導相關事件，卻遭一黑社會大佬布子豪粗暴對待。憤怒之下，陳克堅在報紙上連載小說，幻想一名俠義人物專門消滅黑社會，卻不料布子豪竟然在一家餐館中毒身亡。小說仍在連載，案件也仍然繼續，但漸漸地，受案件啟發的小說也開始啟發了案件……

## 主要演員
- 陳小春 飾 陳克堅
- 陳錦鴻 飾 張志華
- 譚耀文 飾 宋平
- 呂國慧 飾 王小姐
- 吳興國 飾 衛湘生
- 李純恩 飾 老張
- 李耀明 飾 布子豪
- 黎強根 飾 黃金雄

## 外部連結
- 開眼電影網上《天有眼》的資料（繁體中文）
- 香港影庫上《天有眼》的資料（繁體中文）
- 时光网上《天有眼》的資料（简体中文）
- 豆瓣电影上《天有眼》的資料 （简体中文）
- 爛番茄上《天有眼》的資料（英文）
- AllMovie上《天有眼》的资料（英文）
- 互联网电影数据库（IMDb）上《天有眼》的资料（英文）